# Radio i Televizija Crne Gore
Radio i Televizija Crne Gore (en cirílico Радио Телевизија Црне Горе; en español, «Radio y televisión de Montenegro»), más conocida por las siglas RTCG (РТЦГ), es la compañía de radiodifusión pública de Montenegro. Se fundó en 1944 y actualmente gestiona dos emisoras de radio y tres canales de televisión.
El ente público formó parte de la radiotelevisión yugoslava hasta 1991 y mantuvo su propia identidad cuando Montenegro se quedó en Yugoslavia. Tras aprobar la independencia en 2006, se convirtió en el único ente de radiodifusión pública del país. RTCG está dividida en una empresa de radio (Radio Crne Gore) y otra de televisión (Televizija Crne Gore).
RTCG es miembro de la Unión Europea de Radiodifusión desde 2001.

## Historia
La actual Montenegro contó con la primera estación de radio de los Balcanes. El 3 de agosto de 1904, el príncipe Nicolás I inauguró un transmisor en la colina de Volujica, cerca de la ciudad de Bar. Sin embargo, el repetidor fue destruido en 1914 por el Imperio austrohúngaro.
Los montenegrinos no tuvieron servicio de radio en todo el territorio hasta 1944, cuando los partisanos yugoslavos lo restauraron. El 27 de noviembre de 1944 comenzaron las emisiones de Radio Cetiña, que ofreció boletines informativos durante la Segunda Guerra Mundial. La emisora se mantuvo en esa ciudad hasta el 30 de abril de 1949, cuando se trasladó a unos estudios de Titogrado (actual Podgorica) y cambió su nombre por el de Radio Titograd para integrarse en la Radio Televisión Yugoslava (JRT).
En cuanto a la televisión, en 1957 se instaló la primera antena en el monte Lovćen, que permitía captar las emisiones de Italia y fue la base de este medio en Montenegro. TV Titograd comenzó sus emisiones regulares el 4 de mayo de 1964 y extendió su cobertura durante el resto de la década. El ente público se trasladó a unos nuevos estudios en 1984, lo que le permitió aumentar la programación propia.
La empresa cambió su nombre por Radio Televizija Crne Gore (en español, «Radio Televisión de Montenegro») en 1991, en plena disolución de Yugoslavia, del mismo modo que el resto de canales de la JRT. Montenegro permaneció en Yugoslavia pero, a diferencia de otras emisoras absorbidas por la radiotelevisión serbia, pudo mantener su identidad. A comienzos de 2001 ingresó en la Unión Europea de Radiodifusión.
En 2006, cuando Montenegro proclamó su independencia de Serbia, la RTCG se convirtió en la única empresa de radiodifusión pública del país.

## Servicios

### Radio
- Radio Crne Gore: Programación generalista con boletines informativos, música y espacios de servicio público.
- R98: Emisora con programación que no tiene cabida en el primer canal.

### Televisión
- TVCG 1: Programación generalista con información, magacines, documentales, espacios de servicio público y acontecimientos especiales.
- TVCG 2: Emite series, cine y programas de entretenimiento.
- TVCG 3: Retransmisiones en directo del Parlamento de Montenegro.
- TVCG MNE: Canal internacional vía satélite. Hasta 2022 se llamaba TVCG Sat.